# Celil Yüksel
Celil Yüksel (* 1. Januar 1998 in Havza, Samsun) ist ein türkischer Fußballspieler. Er spielt für Adanaspor.

## Vereinskarriere
Akgün kam mit 14 Jahren in die Jugend von Galatasaray Istanbul. Vorher spielte er in der Jugend von Ayazağaspor und Sarıyer SK. Nach fünf Jahren in der Jugend der Gelb-Roten unterschrieb Akgün einen Profivertrag mit einer Laufzeit von drei Jahren. In seiner ersten Saison bei der Ersten Mannschaft kam er in der Süper Lig zu keinem Einsatz. Sein Debüt in der Süper Lig machte der Mittelfeldspieler am 10. November 2018 gegen Kayserispor. Sein Chef-Trainer Fatih Terim wechselte ihn für Sofiane Feghouli in der 88. Spielminute ein.
Für die Rückrunde der Saison 2019/20 wurde Yüksel an den Zweitligisten Adanaspor ausgeliehen. Er kam zu 10 Ligaeinsätzen und erzielte ein Tor. Adanaspor verpflichtete den Mittelfeldspieler zur Saison 2020/21 für eine Ablöse von 900.000 TL.

## Nationalmannschaft
Von 2014 bis 2015 spielte Celil Yüksel für die türkische U-16, U-17 und U-18.

## Erfolge
Mit Galatasaray Istanbul
- Türkischer Fußballmeister: 2018 (ohne Einsatz), 2018/19
- Türkischer Pokalsieger: 2019